# Narodowy Instytut Fryderyka Chopina

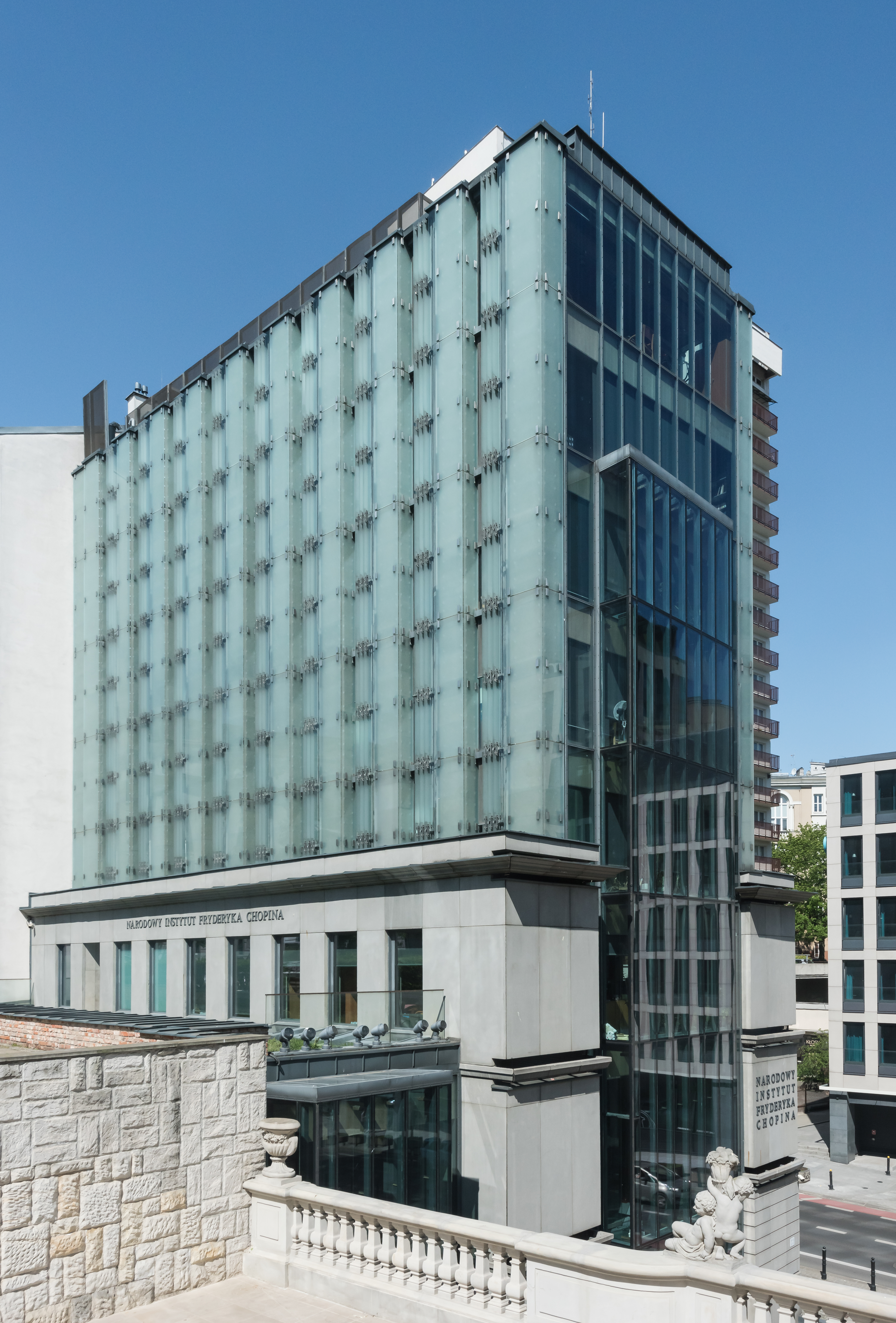
Centrum Chopinowskie w Warszawie, siedziba Narodowego Instytutu Fryderyka Chopina

Narodowy Instytut Fryderyka Chopina – instytut utworzony w 2001 roku na podstawie ustawy z dnia 3 lutego 2001 r. o ochronie dziedzictwa Fryderyka Chopina. Jest to największe centrum Chopinowskie na świecie, które promuje, chroni, bada i upowszechnia dziedzictwo Fryderyka Chopina. Od 2010 r. organizator Międzynarodowego Konkursu Pianistycznego im. Fryderyka Chopina.
Siedziba Instytutu mieści się w Warszawie, w Centrum Chopinowskim przy ul. Tamka 43.

## Historia
Aktualny Instytut został formalnie ustanowiony ustawą w 2001 roku i przejął główne zadania związane z ochroną spuścizny Fryderyka Chopina.
Zgodnie z art. 5 ustawy, do jego głównych zadań należą: ochrona dziedzictwa Fryderyka Chopina, zarządzanie nieruchomościami i innymi rzeczami związanymi z kompozytorem, stanowiącymi własność Skarbu Państwa lub będącymi w posiadaniu państwowych jednostek organizacyjnych oraz współdziałanie z jednostkami państwowymi i samorządowymi, organizacjami, oraz osobami fizycznymi w działaniach stanowiących ochronę dziedzictwa Fryderyka Chopina. Instytut jest organizatorem takich wydarzeń, jak odbywający się co 5 lat w Warszawie Międzynarodowy Konkurs Pianistyczny im. Fryderyka Chopina czy Międzynarodowy Festiwal Muzyczny Chopin i jego Europa.

## Dyrektorzy[5]
- Grzegorz Michalski (2001–2005, 2007–2008)[6]
- Andrzej Sułek (2008–2010)[7]
- Kazimierz Monkiewicz (2011–2012, p.o.)
- Artur Szklener (od 2012)[8]